# Nodo del Latemar
Nodo del Latemar este o arie protejată (arie specială de conservare — SAC, sit de importanță comunitară — SCI) din Italia întinsă pe o suprafață de 1.862 ha, integral pe uscat.

## Localizare
Centrul sitului Nodo del Latemar este situat la coordonatele 46°22′22″N 11°35′46″E / 46.372778°N 11.596111°E.

## Înființare
Situl Nodo del Latemar a fost declarat sit de importanță comunitară în iunie 1995 pentru a proteja 17 specii de animale. Situl a fost protejat și ca arie specială de conservare în martie 2014.

## Biodiversitate
Situată în ecoregiunea alpină, aria protejată conține 15 habitate naturale: Tufărișuri cu Pinus mugo și Rhododendron hirsutum (Mugo-Rhododendretum hirsuti), Păduri alpine de Larix decidua și/sau Pinus cembra, Pajiști alpine și boreale, Păduri acidofile de Picea de la nivel montan la nivel alpin (Vaccinio-Piceetea), Formațiuni ierboase bogate în specii de Nardus, dezvoltate pe substraturi silicioase în zone montane (și în zone submontane, în Europa continentală), Râuri de munte și vegetația lor lemnoasă cu Salix elaeagnos, Râuri de munte și vegetația erbacee de pe malurile acestora, Pante stâncoase silicioase cu vegetație casmofită, Pajiști alpine și subalpine calcaroase, Liziere de ierburi înalte hidrofile de câmpie și de nivel montan până la alpin, Grohotișuri calcaroase și de șisturi calcaroase de la nivelul montan până la nivelul alpin (Thlaspietea rotundifolii), Grohotișuri silicioase de la nivelul montan până la nivelul zăpezii (Androsacetalia alpinae și Galeopsietalia ladani), Pante stâncoase calcaroase cu vegetație casmofită, Pajiști uscate seminaturale și facies de acoperire cu tufișuri pe substraturi calcaroase (Festuco-Brometalia) (* situri importante pentru orhidee), Pajiști boreale și alpine pe substrat silicios.
La baza desemnării sitului se află mai multe specii protejate de  păsări (17): uliu porumbar (Accipiter gentilis), uliu păsărar (Accipiter nisus), minunița (Aegolius funereus), fâsă de pădure (Anthus trivialis), acvilă de munte (Aquila chrysaetos), cocoșul de mesteacăn (Bonasa bonasia), ciocănitoare neagră (Dryocopus martius), ciuvică (Glaucidium passerinum), zăgan (Gypaetus barbatus), Lagopus muta helvetica, Lyrurus tetrix tetrix, cinghiță alpină (Montifringilla nivalis), alunar (Nucifraga caryocatactes), pietrar sur (Oenanthe oenanthe), ciocănitoare verzuie (Picus canus), silvie-mică (Sylvia curruca),  cocoș de munte (Tetrao urogallus)
Pe lângă speciile protejate, pe teritoriul sitului au mai fost identificate 39 de specii de plante, 1 specie de amfibieni, 7 specii de mamifere, 1 specie de pești, 3 specii de reptile.